# Miodrag Ibrovac
Miodrag Ibrovac (srbsko Миодраг Ибровац), srbski filolog, romanist in literarni zgodovinar, * 24. avgust 1885, † 21. junij 1973.
Ibrovac je deloval kot redni profesor romanistike na Filozofski fakulteti v Beogradu in bil dopisni član Slovenske akademije znanosti in umetnosti (od 17. aprila 1973).